# Демонаса
Демонаса (на старогръцки: Δημώνασσα; Demonassa) в древногръцката митология e съпруга на Терсандър, цар на Тива, един от Епигоните, по време на Троянската война, убит от Телеф.
Тя е дъщеря на царя на Аргос, пророк Амфиарай и Ерифила. Тя е сестра на Алкмеон, Амфилох и на Евридика.
Демонаса и Терсандър имат син Тисамен, който е цар на Тива и баща на Автесион.
Древният гръцки писател Павзаний пише, че Демонаса е била нарисувана на кратера Kypseloslade в Олимпия заедно с Евридика и Алкмаион до нейната майка Ерифила пред къщата на нейния баща Амфиарай.